# Syväjärvi (sjö i Jämsä, Mellersta Finland, 61,93 N, 25,25 Ö)
Syväjärvi är en sjö i kommunen Jämsä i landskapet Mellersta Finland i Finland. Arean är 40 hektar och strandlinjen är 3,01 kilometer lång. Sjön  ingår i Kymmene älvs huvudavrinningsområde.   Den ligger omkring 43 kilometer sydväst om Jyväskylä och omkring 200 kilometer norr om Helsingfors. 
Syväjärvi ligger öster om Heinäjärvi. 